# Tupandactylus
Tupandactylus (il cui nome significa "dito di Tupan", in riferimento al dio del tuono Tupi) è un genere estinto di pterosauro pterodactyloide tapejaride vissuto nel Cretaceo inferiore, circa 112 milioni di anni fa (Albiano), in quella che oggi è la Formazione Crato, in Brasile. Il genere contiene due specie: la specie tipo T. imperator e T. navigans, entrambi originariamente identificate come specie di Tapejara. L'animale si distingue per la sua grande cresta cranica, composta in parte da osso e in parte da tessuti molli, che varia per forma e dimensione tra le due specie, probabilmente usate come display intraspecifici per altri Tupandactylus, in modo simile a come i tucani usano i loro becchi colorati per distinguersi gli uni dagli altri. Le creste di entrambe le specie consistevano in una cresta semicircolare sul muso e, nel caso della specie tipo T. imperator, un polo osseo che si estendeva dietro la testa. La seconda specie, T. navigans, mancava di questo polo e aveva una cresta molto più verticale. Le impronte di tessuti molli dimostrano che anche le piccole creste ossee erano estese da una struttura molto più grande fatta di un materiale cheratinoso. In vita, la cresta di T. navigans si estendeva in una "cupola" affilata, simile a una vela, in alto sopra il resto del cranio.

## Storia

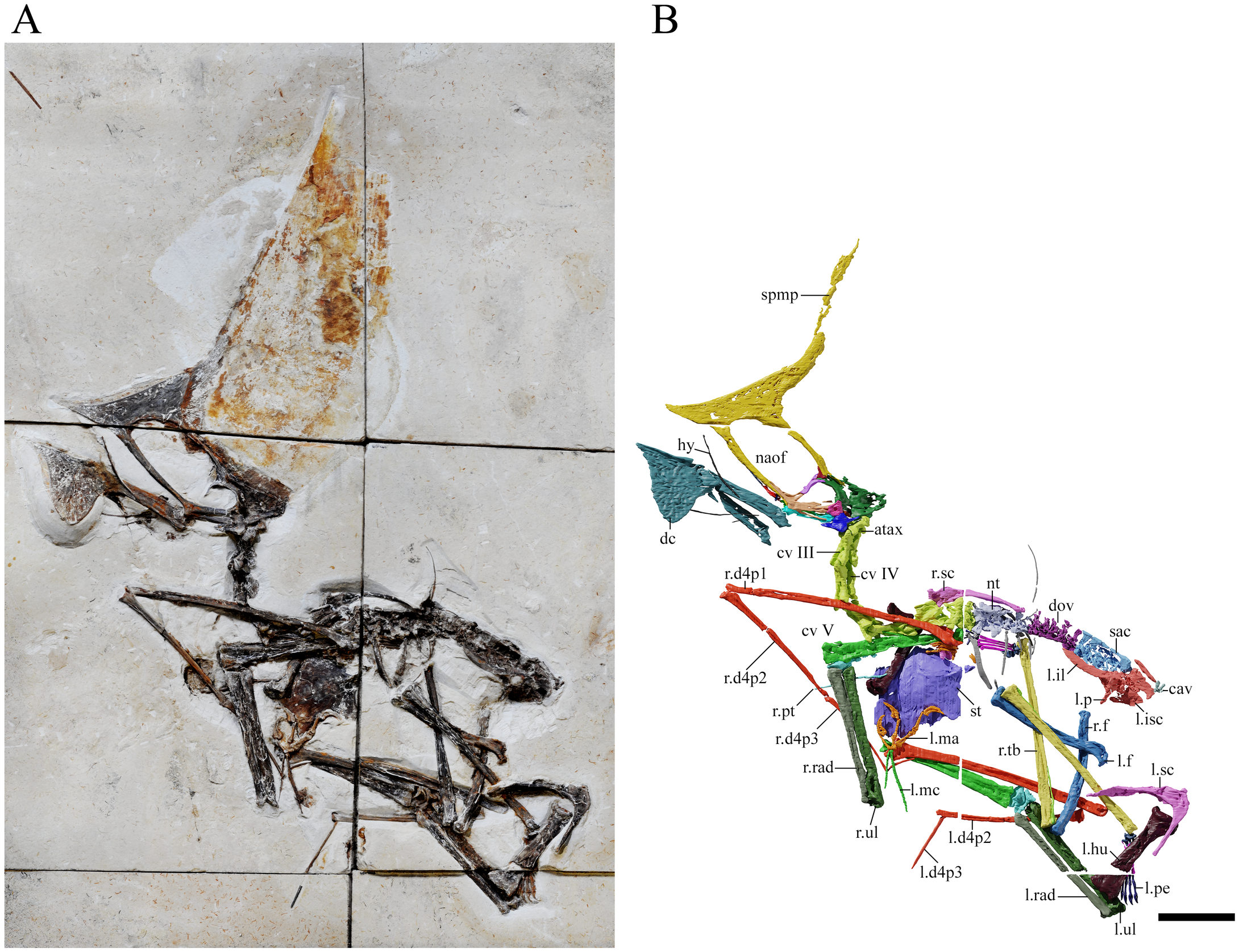
Esemplare di T. navigans, che mostra la presenza di tessuti molli sulla cresta

La specie tipo Tupandactylus imperator è nota da quattro crani quasi completi. L'esemplare olotipo, MCT 1622-R, è composto da un cranio e una mandibola parziale, rinvenuti nella Formazione Crato, risalente al confine degli stadi Aptiano-Albiano del Cretaceo inferiore, circa 112 milioni di anni fa. Inizialmente, questo esemplare venne assegnato al genere Tapejara, ma ricerche successive indicarono che l'esemplare era diagnostica abbastanza da meritare un proprio genere. Le fauci erano sdentate ed il cranio sfoggiava una cresta sagittale prominente, di cui solo la base era ossea: la parte anteriore della cresta presentava un'alta asta ossea che si estendeva verso l'alto e all'indietro, mentre la parte posteriore della cresta presentava un lungo polo osseo che sporgeva dietro il cranio. La maggior parte della cresta era costituita da tessuto molle simile alla cheratina, sostenuto dalle due prominenze ossee. Un ulteriore cranio descritto nel 2011, l'esemplare CPCA 3590, conservava una parte maggiore della mandibola, dimostrando che, come Tapejara, T. imperator presentava una grande cresta asimmetrica simile a una "chiglia" sul lato inferiore della punta della mandibola.
Uno studio del 2021 che descrive un esemplare molto completo di T. navigans, suggerì che le due specie potessero rappresentare sessi diversi di una specie sessualmente dimorfica, tuttavia lo stesso studio avverte che per testare tale teoria sono necessari ulteriori studi.

## Descrizione

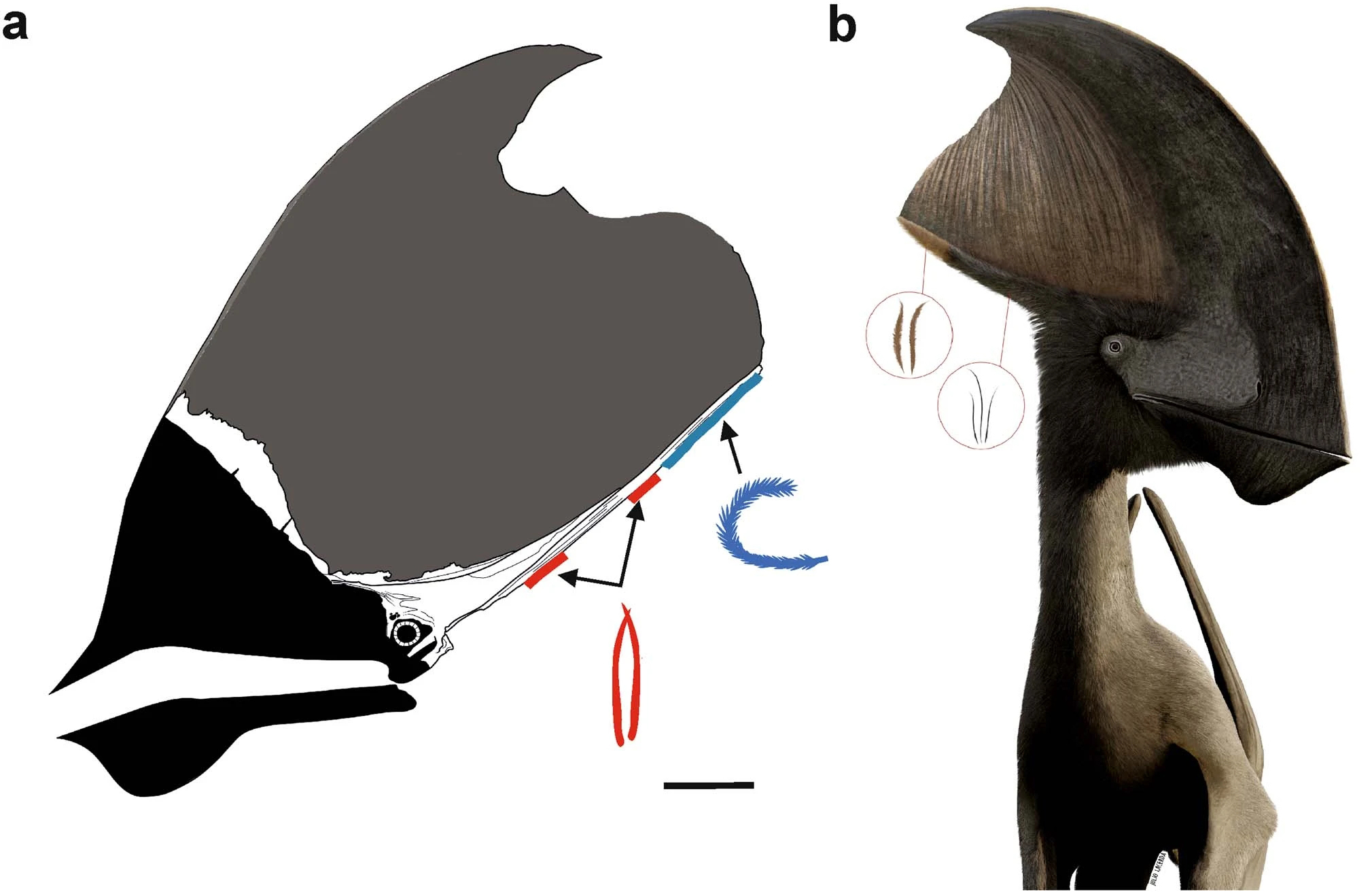
Ricostruzione artistica che mostra la distribuzione dei filamenti conservati in un esemplare di T. imperator

Tupandactylus era uno pterosauro di medie dimensioni, e si stima che T. imperator avesse un'apertura alare di circa 3-4 metri, mentre T. navigans era più piccolo, con un'apertura alare di soli 2,7 metri. Tuttavia, la caratteristica più evidente di entrambe le specie di Tupandactylus sono le grandi creste craniche, composte in parte da ossa e in parte da tessuti molli, le cui dimensioni superavano di gran lunga quelle del resto del corpo dell'animale. Il genere Tupandactylus contiene due specie, entrambe con creste di dimensioni/forma diverse la cui probabile funzione era quella di mettere in mostra l'animale, come indicatori della sua salute, stato sociale e dell'età, proprio come i moderni tucani usano i loro becchi colorati per mettersi in mostra gli uni con gli altri.
La cresta della specie tipo T. imperator era di forma semicircolare, sorretta da una struttura ossea che partiva da sopra il muso sviluppandosi in un'alta asta ossea che si estendeva verso l'alto e all'indietro, mentre la parte posteriore della cresta era composta da un lungo polo osseo che sporgeva dietro il cranio. Il resto della cresta era composto da tessuto molle simile alla cheratina, sostenuto dalle due prominenze ossee. Nella specie T. navigans, la cresta era invece più stretta ed alta, con un orientamento molto più verticale. In questa specie il polo osseo che sporgeva dietro al cranio era molto corto o del tutto assente, mentre l'asta ossea che partiva dal muso era verticale, anche se in alcuni esemplari come GP/2E 9266, sembra che l'asta ossea fosse leggermente rivolta in avanti. Le impronte dei tessuti molli mostrano anche che le piccole creste ossee erano estese da una struttura molto più grande realizzata in materiale cheratinoso. La cresta completa di T. navigans si innalzava in una "cupola" affilata a forma di vela in alto sopra il resto del cranio.
Alcuni esemplari di Tupandactylus conservano la prova di un becco cheratinoso sulla punta della mascella. Tuttavia, questo era limitato alla porzione crestata della mandibola, poiché un altro esemplare conserva anche picnofibre (filamenti simili a piume tipici degli pterosauri) che ricoprono gran parte del muso e parte della cresta. Sullo stesso esemplare è stato possibile determinare la presenza melanosomi, dimostrando la presenza di eumelanina sulla parte cheratinosa della cresta dell'animale. Tuttavia, la microscopia elettronica a scansione seguita da analisi statistiche, ha rivelato che i melanosomi conservati contenenti eumelanina sono indistinguibili dagli organelli portatori di feomelanina dei vertebrati esistenti, mettendo in dubbio la validità della ricostruzione delle colorazioni di organismi estinti grazie a questo metodo. Uno studio del 2022, ha riportato la presenza di piume alettate vicino alla base della cresta di un esemplare di T. cf. imperator.

## Classificazione

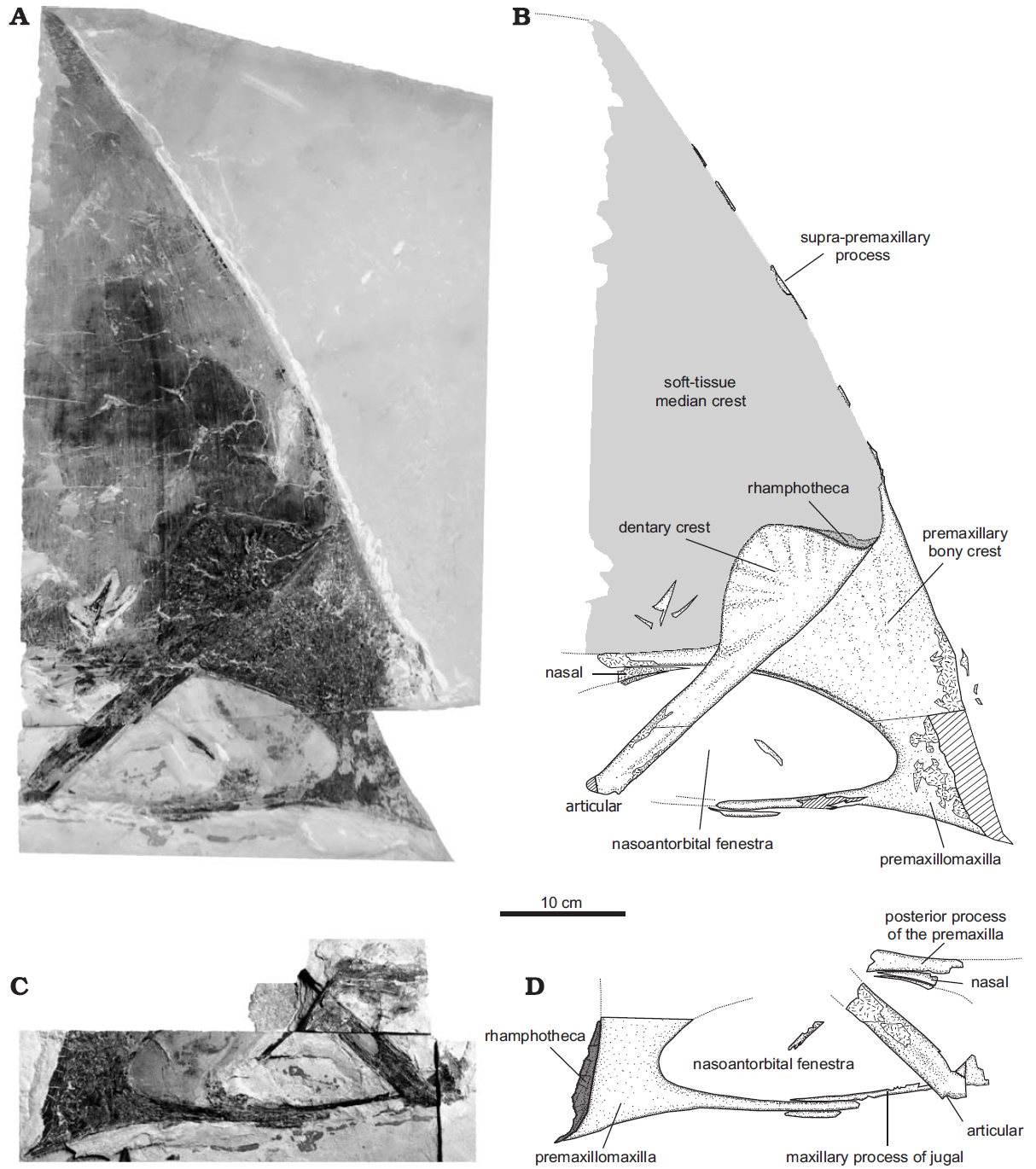
Cranio, con diagramma, di T. imperator

A partire dal 2006, diversi ricercatori, tra cui Kellner e Campos (che nominarono Tupandactylus), ipotizzarono che le tre specie tradizionalmente assegnate al genere Tapejara (T. wellnhofferi, T. imperator e T. navigans) fossero in realtà distinte entrambe in anatomia e nei loro rapporti con altri pterosauri tapejaridi, e quindi avevano bisogno di ricevere nuovi nomi generici. Tuttavia, il modo in cui le tre specie dovevano essere divise si rivelò controverso. Kellner e Campos ritenevano che T. imperator fosse l'unico a meritare un nuovo genere, creando Tupandactylus. Tuttavia, un altro studio pubblicato nel 2007 da Unwin e Martill scoprì che T. navigans, precedentemente assegnato a Tapejara, era in realtà più strettamente legato a T. imperator e apparteneva a questo nuovo genere separato da Tapejara. Nel 2007, in occasione di un simposio in onore del famoso ricercatore di pterosauri Peter Wellnhofer, Unwin e Martill annunciato il nuovo nome del genere Ingridia, in onore della defunta moglie di Wellnhofer, Ingrid. Tuttavia, quando pubblicarono questo nome in un volume del 2007, assegnarono imperator come specie tipo del loro nuovo genere, piuttosto che navigans, che includevano come specie di Ingridia. Inoltre, l'articolo di Unwin e Martill non venne pubblicato fino a diversi mesi dopo l'articolo simile di Kellner e Campos. Pertanto, poiché entrambi i gruppi di autori hanno utilizzato imperator come specie tipo, Ingridia è considerata un sinonimo junior obiettivo di Tupandactylus. Solo nel 2011, T. navigans è stato formalmente riclassificato nel genere Tupandactylus, in uno studio successivo a sostegno delle conclusioni di Unwin e Martill nel 2007.

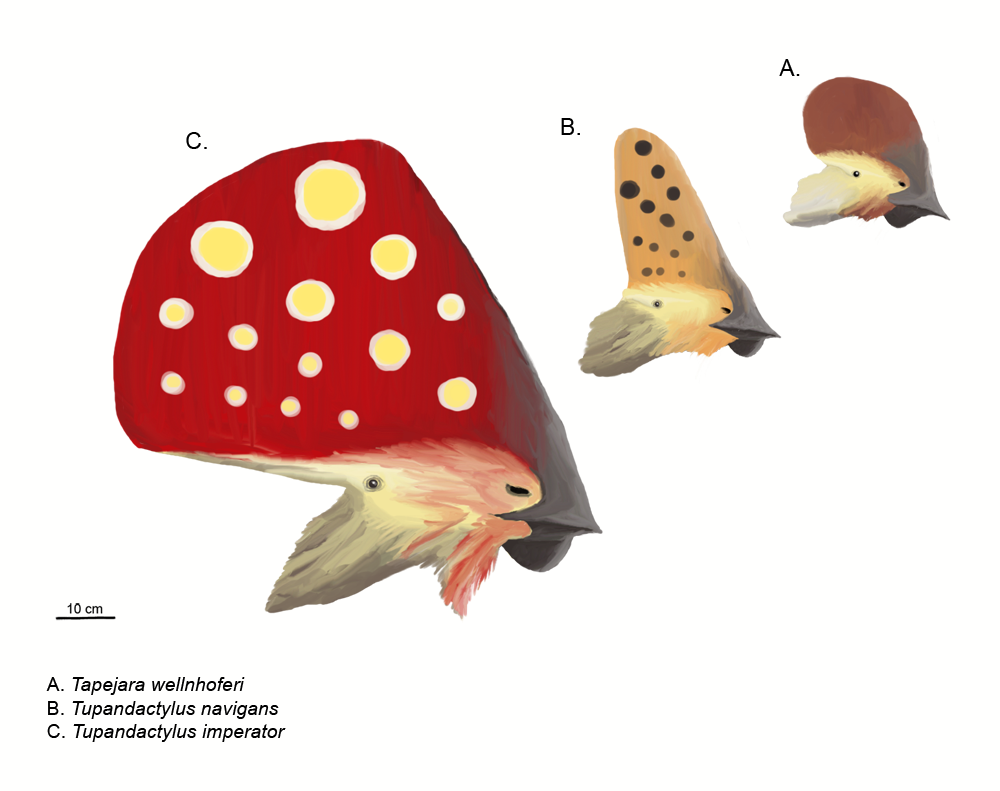
Ricostruzione dei profili di (dall'alto verso il basso) Tapejara wellnhoferi, Tupandactylus navigans e Tupandactylus imperator

Il seguente cladogramma segue lo studio di Pêgas et al. (2023), nella quale hanno creato un nuovo set di dati basato sulla loro rivalutazione dei tapejaridi cinesi:
|  | Caupedactylus ybaka       |
|  |                           |
|  | Aymberedactylus cearensis |
|  |                           |

|  | Tupandactylus imperator |
|  |                         |
|  | Tupandactylus navigans  |
|  |                         |

|  | Tapejara wellnhoferi |
|  |                      |
|  | Caiuajara dobruskii  |
|  |                      |

|  | Tupandactylus imperator |
|  |                         |
|  | Tupandactylus navigans  |
|  |                         |

|  | Tapejara wellnhoferi |
|  |                      |
|  | Caiuajara dobruskii  |
|  |                      |

|  | Tupandactylus imperator |
|  |                         |
|  | Tupandactylus navigans  |
|  |                         |

|  | Tapejara wellnhoferi |
|  |                      |
|  | Caiuajara dobruskii  |
|  |                      |

|  | Tupandactylus imperator |
|  |                         |
|  | Tupandactylus navigans  |
|  |                         |

|  | Tapejara wellnhoferi |
|  |                      |
|  | Caiuajara dobruskii  |
|  |                      |

|  | Huaxiadraco corollatus                                                |
|  |                                                                       |
|  | \| \| Eopteranodon lii \| \| \| \| \| \| Sinopterus dongi \| \| \| \| |
|  |                                                                       |
|  | Eopteranodon lii                                                      |
|  |                                                                       |
|  | Sinopterus dongi                                                      |
|  |                                                                       |

|  | Eopteranodon lii |
|  |                  |
|  | Sinopterus dongi |
|  |                  |

|  | Wightia declivirostris                                                       |
|  |                                                                              |
|  | \| \| Afrotapejara zouhrii \| \| \| \| \| \| Bakonydraco galaczi \| \| \| \| |
|  |                                                                              |
|  | Afrotapejara zouhrii                                                         |
|  |                                                                              |
|  | Bakonydraco galaczi                                                          |
|  |                                                                              |

|  | Afrotapejara zouhrii |
|  |                      |
|  | Bakonydraco galaczi  |
|  |                      |

|  | Huaxiadraco corollatus                                                |
|  |                                                                       |
|  | \| \| Eopteranodon lii \| \| \| \| \| \| Sinopterus dongi \| \| \| \| |
|  |                                                                       |
|  | Eopteranodon lii                                                      |
|  |                                                                       |
|  | Sinopterus dongi                                                      |
|  |                                                                       |

|  | Eopteranodon lii |
|  |                  |
|  | Sinopterus dongi |
|  |                  |

|  | Wightia declivirostris                                                       |
|  |                                                                              |
|  | \| \| Afrotapejara zouhrii \| \| \| \| \| \| Bakonydraco galaczi \| \| \| \| |
|  |                                                                              |
|  | Afrotapejara zouhrii                                                         |
|  |                                                                              |
|  | Bakonydraco galaczi                                                          |
|  |                                                                              |

|  | Afrotapejara zouhrii |
|  |                      |
|  | Bakonydraco galaczi  |
|  |                      |

|  | Tupandactylus imperator |
|  |                         |
|  | Tupandactylus navigans  |
|  |                         |

|  | Tapejara wellnhoferi |
|  |                      |
|  | Caiuajara dobruskii  |
|  |                      |

|  | Tupandactylus imperator |
|  |                         |
|  | Tupandactylus navigans  |
|  |                         |

|  | Tapejara wellnhoferi |
|  |                      |
|  | Caiuajara dobruskii  |
|  |                      |

|  | Tupandactylus imperator |
|  |                         |
|  | Tupandactylus navigans  |
|  |                         |

|  | Tapejara wellnhoferi |
|  |                      |
|  | Caiuajara dobruskii  |
|  |                      |

|  | Tupandactylus imperator |
|  |                         |
|  | Tupandactylus navigans  |
|  |                         |

|  | Tapejara wellnhoferi |
|  |                      |
|  | Caiuajara dobruskii  |
|  |                      |

|  | Huaxiadraco corollatus                                                |
|  |                                                                       |
|  | \| \| Eopteranodon lii \| \| \| \| \| \| Sinopterus dongi \| \| \| \| |
|  |                                                                       |
|  | Eopteranodon lii                                                      |
|  |                                                                       |
|  | Sinopterus dongi                                                      |
|  |                                                                       |

|  | Eopteranodon lii |
|  |                  |
|  | Sinopterus dongi |
|  |                  |

|  | Wightia declivirostris                                                       |
|  |                                                                              |
|  | \| \| Afrotapejara zouhrii \| \| \| \| \| \| Bakonydraco galaczi \| \| \| \| |
|  |                                                                              |
|  | Afrotapejara zouhrii                                                         |
|  |                                                                              |
|  | Bakonydraco galaczi                                                          |
|  |                                                                              |

|  | Afrotapejara zouhrii |
|  |                      |
|  | Bakonydraco galaczi  |
|  |                      |

|  | Huaxiadraco corollatus                                                |
|  |                                                                       |
|  | \| \| Eopteranodon lii \| \| \| \| \| \| Sinopterus dongi \| \| \| \| |
|  |                                                                       |
|  | Eopteranodon lii                                                      |
|  |                                                                       |
|  | Sinopterus dongi                                                      |
|  |                                                                       |

|  | Eopteranodon lii |
|  |                  |
|  | Sinopterus dongi |
|  |                  |

|  | Wightia declivirostris                                                       |
|  |                                                                              |
|  | \| \| Afrotapejara zouhrii \| \| \| \| \| \| Bakonydraco galaczi \| \| \| \| |
|  |                                                                              |
|  | Afrotapejara zouhrii                                                         |
|  |                                                                              |
|  | Bakonydraco galaczi                                                          |
|  |                                                                              |

|  | Afrotapejara zouhrii |
|  |                      |
|  | Bakonydraco galaczi  |
|  |                      |

|  | Caupedactylus ybaka       |
|  |                           |
|  | Aymberedactylus cearensis |
|  |                           |

|  | Tupandactylus imperator |
|  |                         |
|  | Tupandactylus navigans  |
|  |                         |

|  | Tapejara wellnhoferi |
|  |                      |
|  | Caiuajara dobruskii  |
|  |                      |

|  | Tupandactylus imperator |
|  |                         |
|  | Tupandactylus navigans  |
|  |                         |

|  | Tapejara wellnhoferi |
|  |                      |
|  | Caiuajara dobruskii  |
|  |                      |

|  | Tupandactylus imperator |
|  |                         |
|  | Tupandactylus navigans  |
|  |                         |

|  | Tapejara wellnhoferi |
|  |                      |
|  | Caiuajara dobruskii  |
|  |                      |

|  | Tupandactylus imperator |
|  |                         |
|  | Tupandactylus navigans  |
|  |                         |

|  | Tapejara wellnhoferi |
|  |                      |
|  | Caiuajara dobruskii  |
|  |                      |

|  | Huaxiadraco corollatus                                                |
|  |                                                                       |
|  | \| \| Eopteranodon lii \| \| \| \| \| \| Sinopterus dongi \| \| \| \| |
|  |                                                                       |
|  | Eopteranodon lii                                                      |
|  |                                                                       |
|  | Sinopterus dongi                                                      |
|  |                                                                       |

|  | Eopteranodon lii |
|  |                  |
|  | Sinopterus dongi |
|  |                  |

|  | Wightia declivirostris                                                       |
|  |                                                                              |
|  | \| \| Afrotapejara zouhrii \| \| \| \| \| \| Bakonydraco galaczi \| \| \| \| |
|  |                                                                              |
|  | Afrotapejara zouhrii                                                         |
|  |                                                                              |
|  | Bakonydraco galaczi                                                          |
|  |                                                                              |

|  | Afrotapejara zouhrii |
|  |                      |
|  | Bakonydraco galaczi  |
|  |                      |

|  | Huaxiadraco corollatus                                                |
|  |                                                                       |
|  | \| \| Eopteranodon lii \| \| \| \| \| \| Sinopterus dongi \| \| \| \| |
|  |                                                                       |
|  | Eopteranodon lii                                                      |
|  |                                                                       |
|  | Sinopterus dongi                                                      |
|  |                                                                       |

|  | Eopteranodon lii |
|  |                  |
|  | Sinopterus dongi |
|  |                  |

|  | Wightia declivirostris                                                       |
|  |                                                                              |
|  | \| \| Afrotapejara zouhrii \| \| \| \| \| \| Bakonydraco galaczi \| \| \| \| |
|  |                                                                              |
|  | Afrotapejara zouhrii                                                         |
|  |                                                                              |
|  | Bakonydraco galaczi                                                          |
|  |                                                                              |

|  | Afrotapejara zouhrii |
|  |                      |
|  | Bakonydraco galaczi  |
|  |                      |

|  | Tupandactylus imperator |
|  |                         |
|  | Tupandactylus navigans  |
|  |                         |

|  | Tapejara wellnhoferi |
|  |                      |
|  | Caiuajara dobruskii  |
|  |                      |

|  | Tupandactylus imperator |
|  |                         |
|  | Tupandactylus navigans  |
|  |                         |

|  | Tapejara wellnhoferi |
|  |                      |
|  | Caiuajara dobruskii  |
|  |                      |

|  | Tupandactylus imperator |
|  |                         |
|  | Tupandactylus navigans  |
|  |                         |

|  | Tapejara wellnhoferi |
|  |                      |
|  | Caiuajara dobruskii  |
|  |                      |

|  | Tupandactylus imperator |
|  |                         |
|  | Tupandactylus navigans  |
|  |                         |

|  | Tapejara wellnhoferi |
|  |                      |
|  | Caiuajara dobruskii  |
|  |                      |

|  | Huaxiadraco corollatus                                                |
|  |                                                                       |
|  | \| \| Eopteranodon lii \| \| \| \| \| \| Sinopterus dongi \| \| \| \| |
|  |                                                                       |
|  | Eopteranodon lii                                                      |
|  |                                                                       |
|  | Sinopterus dongi                                                      |
|  |                                                                       |

|  | Eopteranodon lii |
|  |                  |
|  | Sinopterus dongi |
|  |                  |

|  | Wightia declivirostris                                                       |
|  |                                                                              |
|  | \| \| Afrotapejara zouhrii \| \| \| \| \| \| Bakonydraco galaczi \| \| \| \| |
|  |                                                                              |
|  | Afrotapejara zouhrii                                                         |
|  |                                                                              |
|  | Bakonydraco galaczi                                                          |
|  |                                                                              |

|  | Afrotapejara zouhrii |
|  |                      |
|  | Bakonydraco galaczi  |
|  |                      |

|  | Huaxiadraco corollatus                                                |
|  |                                                                       |
|  | \| \| Eopteranodon lii \| \| \| \| \| \| Sinopterus dongi \| \| \| \| |
|  |                                                                       |
|  | Eopteranodon lii                                                      |
|  |                                                                       |
|  | Sinopterus dongi                                                      |
|  |                                                                       |

|  | Eopteranodon lii |
|  |                  |
|  | Sinopterus dongi |
|  |                  |

|  | Wightia declivirostris                                                       |
|  |                                                                              |
|  | \| \| Afrotapejara zouhrii \| \| \| \| \| \| Bakonydraco galaczi \| \| \| \| |
|  |                                                                              |
|  | Afrotapejara zouhrii                                                         |
|  |                                                                              |
|  | Bakonydraco galaczi                                                          |
|  |                                                                              |

|  | Afrotapejara zouhrii |
|  |                      |
|  | Bakonydraco galaczi  |
|  |                      |

|  | Caupedactylus ybaka       |
|  |                           |
|  | Aymberedactylus cearensis |
|  |                           |

|  | Tupandactylus imperator |
|  |                         |
|  | Tupandactylus navigans  |
|  |                         |

|  | Tapejara wellnhoferi |
|  |                      |
|  | Caiuajara dobruskii  |
|  |                      |

|  | Tupandactylus imperator |
|  |                         |
|  | Tupandactylus navigans  |
|  |                         |

|  | Tapejara wellnhoferi |
|  |                      |
|  | Caiuajara dobruskii  |
|  |                      |

|  | Tupandactylus imperator |
|  |                         |
|  | Tupandactylus navigans  |
|  |                         |

|  | Tapejara wellnhoferi |
|  |                      |
|  | Caiuajara dobruskii  |
|  |                      |

|  | Tupandactylus imperator |
|  |                         |
|  | Tupandactylus navigans  |
|  |                         |

|  | Tapejara wellnhoferi |
|  |                      |
|  | Caiuajara dobruskii  |
|  |                      |

|  | Huaxiadraco corollatus                                                |
|  |                                                                       |
|  | \| \| Eopteranodon lii \| \| \| \| \| \| Sinopterus dongi \| \| \| \| |
|  |                                                                       |
|  | Eopteranodon lii                                                      |
|  |                                                                       |
|  | Sinopterus dongi                                                      |
|  |                                                                       |

|  | Eopteranodon lii |
|  |                  |
|  | Sinopterus dongi |
|  |                  |

|  | Wightia declivirostris                                                       |
|  |                                                                              |
|  | \| \| Afrotapejara zouhrii \| \| \| \| \| \| Bakonydraco galaczi \| \| \| \| |
|  |                                                                              |
|  | Afrotapejara zouhrii                                                         |
|  |                                                                              |
|  | Bakonydraco galaczi                                                          |
|  |                                                                              |

|  | Afrotapejara zouhrii |
|  |                      |
|  | Bakonydraco galaczi  |
|  |                      |

|  | Huaxiadraco corollatus                                                |
|  |                                                                       |
|  | \| \| Eopteranodon lii \| \| \| \| \| \| Sinopterus dongi \| \| \| \| |
|  |                                                                       |
|  | Eopteranodon lii                                                      |
|  |                                                                       |
|  | Sinopterus dongi                                                      |
|  |                                                                       |

|  | Eopteranodon lii |
|  |                  |
|  | Sinopterus dongi |
|  |                  |

|  | Wightia declivirostris                                                       |
|  |                                                                              |
|  | \| \| Afrotapejara zouhrii \| \| \| \| \| \| Bakonydraco galaczi \| \| \| \| |
|  |                                                                              |
|  | Afrotapejara zouhrii                                                         |
|  |                                                                              |
|  | Bakonydraco galaczi                                                          |
|  |                                                                              |

|  | Afrotapejara zouhrii |
|  |                      |
|  | Bakonydraco galaczi  |
|  |                      |

|  | Tupandactylus imperator |
|  |                         |
|  | Tupandactylus navigans  |
|  |                         |

|  | Tapejara wellnhoferi |
|  |                      |
|  | Caiuajara dobruskii  |
|  |                      |

|  | Tupandactylus imperator |
|  |                         |
|  | Tupandactylus navigans  |
|  |                         |

|  | Tapejara wellnhoferi |
|  |                      |
|  | Caiuajara dobruskii  |
|  |                      |

|  | Tupandactylus imperator |
|  |                         |
|  | Tupandactylus navigans  |
|  |                         |

|  | Tapejara wellnhoferi |
|  |                      |
|  | Caiuajara dobruskii  |
|  |                      |

|  | Tupandactylus imperator |
|  |                         |
|  | Tupandactylus navigans  |
|  |                         |

|  | Tapejara wellnhoferi |
|  |                      |
|  | Caiuajara dobruskii  |
|  |                      |

|  | Huaxiadraco corollatus                                                |
|  |                                                                       |
|  | \| \| Eopteranodon lii \| \| \| \| \| \| Sinopterus dongi \| \| \| \| |
|  |                                                                       |
|  | Eopteranodon lii                                                      |
|  |                                                                       |
|  | Sinopterus dongi                                                      |
|  |                                                                       |

|  | Eopteranodon lii |
|  |                  |
|  | Sinopterus dongi |
|  |                  |

|  | Wightia declivirostris                                                       |
|  |                                                                              |
|  | \| \| Afrotapejara zouhrii \| \| \| \| \| \| Bakonydraco galaczi \| \| \| \| |
|  |                                                                              |
|  | Afrotapejara zouhrii                                                         |
|  |                                                                              |
|  | Bakonydraco galaczi                                                          |
|  |                                                                              |

|  | Afrotapejara zouhrii |
|  |                      |
|  | Bakonydraco galaczi  |
|  |                      |

|  | Huaxiadraco corollatus                                                |
|  |                                                                       |
|  | \| \| Eopteranodon lii \| \| \| \| \| \| Sinopterus dongi \| \| \| \| |
|  |                                                                       |
|  | Eopteranodon lii                                                      |
|  |                                                                       |
|  | Sinopterus dongi                                                      |
|  |                                                                       |

|  | Eopteranodon lii |
|  |                  |
|  | Sinopterus dongi |
|  |                  |

|  | Wightia declivirostris                                                       |
|  |                                                                              |
|  | \| \| Afrotapejara zouhrii \| \| \| \| \| \| Bakonydraco galaczi \| \| \| \| |
|  |                                                                              |
|  | Afrotapejara zouhrii                                                         |
|  |                                                                              |
|  | Bakonydraco galaczi                                                          |
|  |                                                                              |

|  | Afrotapejara zouhrii |
|  |                      |
|  | Bakonydraco galaczi  |
|  |                      |

|  | Caupedactylus ybaka       |
|  |                           |
|  | Aymberedactylus cearensis |
|  |                           |

|  | Tupandactylus imperator |
|  |                         |
|  | Tupandactylus navigans  |
|  |                         |

|  | Tapejara wellnhoferi |
|  |                      |
|  | Caiuajara dobruskii  |
|  |                      |

|  | Tupandactylus imperator |
|  |                         |
|  | Tupandactylus navigans  |
|  |                         |

|  | Tapejara wellnhoferi |
|  |                      |
|  | Caiuajara dobruskii  |
|  |                      |

|  | Tupandactylus imperator |
|  |                         |
|  | Tupandactylus navigans  |
|  |                         |

|  | Tapejara wellnhoferi |
|  |                      |
|  | Caiuajara dobruskii  |
|  |                      |

|  | Tupandactylus imperator |
|  |                         |
|  | Tupandactylus navigans  |
|  |                         |

|  | Tapejara wellnhoferi |
|  |                      |
|  | Caiuajara dobruskii  |
|  |                      |

|  | Huaxiadraco corollatus                                                |
|  |                                                                       |
|  | \| \| Eopteranodon lii \| \| \| \| \| \| Sinopterus dongi \| \| \| \| |
|  |                                                                       |
|  | Eopteranodon lii                                                      |
|  |                                                                       |
|  | Sinopterus dongi                                                      |
|  |                                                                       |

|  | Eopteranodon lii |
|  |                  |
|  | Sinopterus dongi |
|  |                  |

|  | Wightia declivirostris                                                       |
|  |                                                                              |
|  | \| \| Afrotapejara zouhrii \| \| \| \| \| \| Bakonydraco galaczi \| \| \| \| |
|  |                                                                              |
|  | Afrotapejara zouhrii                                                         |
|  |                                                                              |
|  | Bakonydraco galaczi                                                          |
|  |                                                                              |

|  | Afrotapejara zouhrii |
|  |                      |
|  | Bakonydraco galaczi  |
|  |                      |

|  | Huaxiadraco corollatus                                                |
|  |                                                                       |
|  | \| \| Eopteranodon lii \| \| \| \| \| \| Sinopterus dongi \| \| \| \| |
|  |                                                                       |
|  | Eopteranodon lii                                                      |
|  |                                                                       |
|  | Sinopterus dongi                                                      |
|  |                                                                       |

|  | Eopteranodon lii |
|  |                  |
|  | Sinopterus dongi |
|  |                  |

|  | Wightia declivirostris                                                       |
|  |                                                                              |
|  | \| \| Afrotapejara zouhrii \| \| \| \| \| \| Bakonydraco galaczi \| \| \| \| |
|  |                                                                              |
|  | Afrotapejara zouhrii                                                         |
|  |                                                                              |
|  | Bakonydraco galaczi                                                          |
|  |                                                                              |

|  | Afrotapejara zouhrii |
|  |                      |
|  | Bakonydraco galaczi  |
|  |                      |

|  | Tupandactylus imperator |
|  |                         |
|  | Tupandactylus navigans  |
|  |                         |

|  | Tapejara wellnhoferi |
|  |                      |
|  | Caiuajara dobruskii  |
|  |                      |

|  | Tupandactylus imperator |
|  |                         |
|  | Tupandactylus navigans  |
|  |                         |

|  | Tapejara wellnhoferi |
|  |                      |
|  | Caiuajara dobruskii  |
|  |                      |

|  | Tupandactylus imperator |
|  |                         |
|  | Tupandactylus navigans  |
|  |                         |

|  | Tapejara wellnhoferi |
|  |                      |
|  | Caiuajara dobruskii  |
|  |                      |

|  | Tupandactylus imperator |
|  |                         |
|  | Tupandactylus navigans  |
|  |                         |

|  | Tapejara wellnhoferi |
|  |                      |
|  | Caiuajara dobruskii  |
|  |                      |

|  | Huaxiadraco corollatus                                                |
|  |                                                                       |
|  | \| \| Eopteranodon lii \| \| \| \| \| \| Sinopterus dongi \| \| \| \| |
|  |                                                                       |
|  | Eopteranodon lii                                                      |
|  |                                                                       |
|  | Sinopterus dongi                                                      |
|  |                                                                       |

|  | Eopteranodon lii |
|  |                  |
|  | Sinopterus dongi |
|  |                  |

|  | Wightia declivirostris                                                       |
|  |                                                                              |
|  | \| \| Afrotapejara zouhrii \| \| \| \| \| \| Bakonydraco galaczi \| \| \| \| |
|  |                                                                              |
|  | Afrotapejara zouhrii                                                         |
|  |                                                                              |
|  | Bakonydraco galaczi                                                          |
|  |                                                                              |

|  | Afrotapejara zouhrii |
|  |                      |
|  | Bakonydraco galaczi  |
|  |                      |

|  | Huaxiadraco corollatus                                                |
|  |                                                                       |
|  | \| \| Eopteranodon lii \| \| \| \| \| \| Sinopterus dongi \| \| \| \| |
|  |                                                                       |
|  | Eopteranodon lii                                                      |
|  |                                                                       |
|  | Sinopterus dongi                                                      |
|  |                                                                       |

|  | Eopteranodon lii |
|  |                  |
|  | Sinopterus dongi |
|  |                  |

|  | Wightia declivirostris                                                       |
|  |                                                                              |
|  | \| \| Afrotapejara zouhrii \| \| \| \| \| \| Bakonydraco galaczi \| \| \| \| |
|  |                                                                              |
|  | Afrotapejara zouhrii                                                         |
|  |                                                                              |
|  | Bakonydraco galaczi                                                          |
|  |                                                                              |

|  | Afrotapejara zouhrii |
|  |                      |
|  | Bakonydraco galaczi  |
|  |                      |

## Paleobiologia

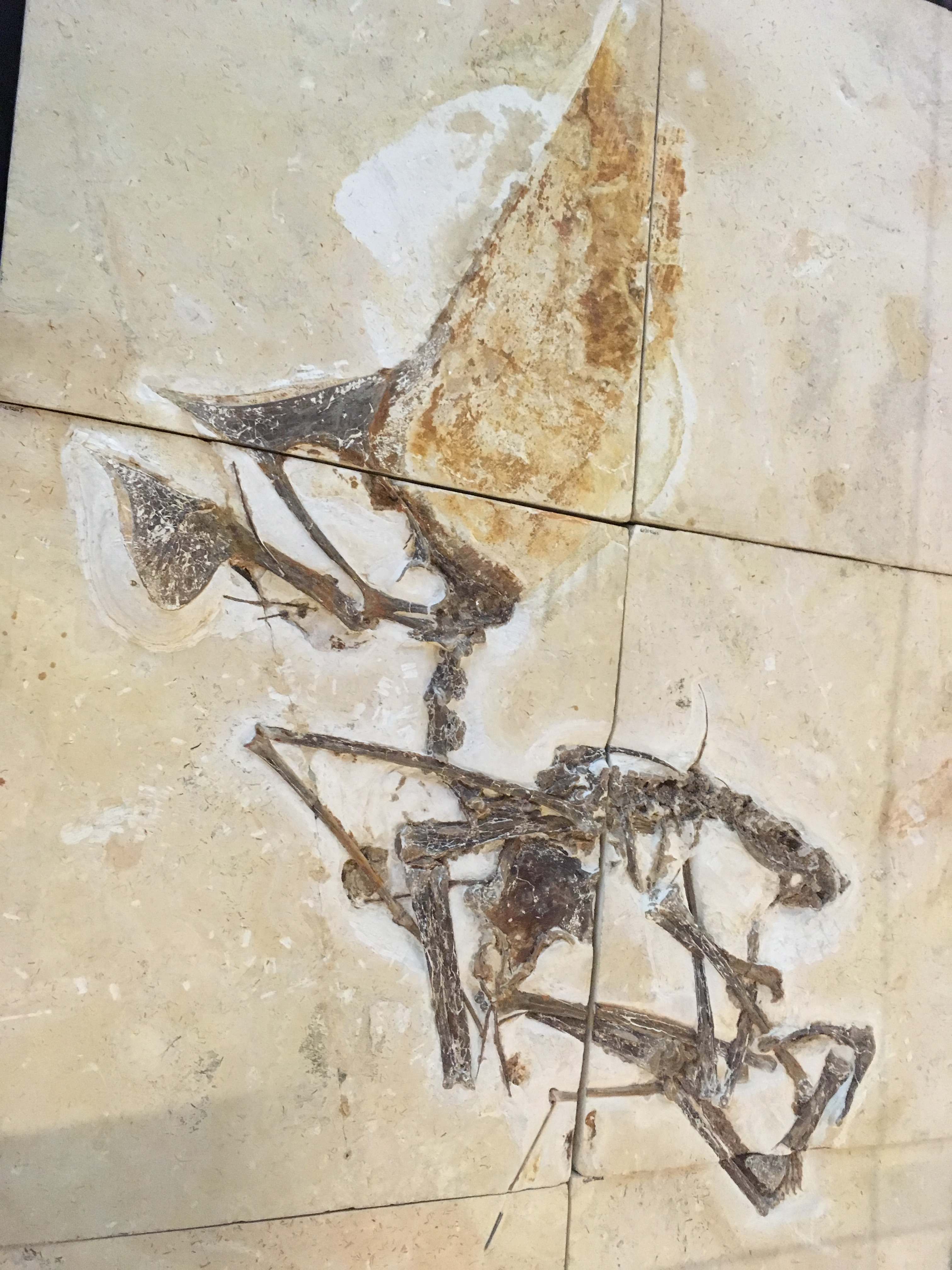
Fossile di Tupandactylus navigans rinvenuto nel lagerstätte della Formazione Santana in Brasile

Diverse caratteristiche della morfologia di Tupandactylus navigans suggeriscono che questo animale si nutrisse prevalentemente a terra. L'esame dell'esemplare GP/2E 9266 suggerisce che questi pterosauri, benché fossero in grado di volare, trascorrevano gran parte del tempo a terra grazie alla loro grande cresta, agli arti anteriori e al collo più lunghi, effettuando brevi voli per eventualmente sfuggire ai predatori o per spostarsi sulle lunghe distanze. Allo stesso tempo però, la sua anatomia non suggerisce che l'animale fosse in grado di inseguire le sue prede a terra, come è stato proposto per gli azhdarchidi.

### Veicolo aereo senza pilota Pterodrone
Un gruppo di ricerca composto dal paleontologo Sankar Chatterjee della Texas Tech University, dall'ingegnere aeronautico Rick Lind dell'Università della Florida, e dai loro studenti Andy Gedeon e Brian Roberts hanno cercato di imitare le caratteristiche fisiche e biologiche di questo pterosauro: pelle, vasi sanguigni, muscoli, tendini, nervi, placca cranica, struttura scheletrica e altro ancora - per sviluppare un veicolo aereo senza pilota che non solo volasse ma che camminasse e navigasse proprio come l'animale, chiamato lo Pterodrone. La grande e sottile vela simile a un timone sulla sua testa funzionava come un organo sensoriale che agiva in modo simile a un computer di volo in un aereo moderno e aiutava anche l'agilità di virata dell'animale. "Questi animali prendono le parti migliori di pipistrelli e uccelli", riferì Chatterjee. “Avevano la manovrabilità di un pipistrello, ma potevano scivolare nell'aria come un albatro. Oggi nessun animale vivente è paragonabile alle prestazioni e all'agilità di questi animali. Hanno vissuto per 160 milioni di anni, quindi non erano animali stupidi. I cieli erano oscurati da interi stormi. Erano gli animali volanti dominanti del loro tempo. "" [Abbiamo] scoperto che potevano davvero navigare nel cielo per periodi di tempo molto lunghi mentre sorvolavano gli oceani ... Alzando le ali come vele su una barca, potevano usare la minima brezza nello stesso modo in cui un catamarano si muove sull'acqua."
Tuttavia, l'accuratezza di questi studi è stata talvolta contestata. È stato notato come i tapejaridi avevano ali corte, adatte a planare come quelle dei Galliformi, che sono effettivamente coerenti con gli adattamenti per uno stile di vita più terrestre. Allo stesso modo, non vi è alcuna prova sulla presunta aerodinamicità della cresta cranica, e Sankar Chatterjee sembra aver ignorato gli studi aerodinamici più recenti sugli pterosauri per le sue conclusioni.